# 24 (Fernsehserie)/Staffel 3
Die dritte Staffel der Echtzeit-Fernsehserie 24 wurde in den USA beginnend im Oktober 2003 erstausgestrahlt. In Deutschland und in der Schweiz erfolgte die Erstausstrahlung zwischen Januar und Juni 2005. Die Staffel wurde 2004 in den Kategorien Tonmischung, Casting, Stunt-Koordination und Bildschnitt mit je einem Emmy Award ausgezeichnet.
Die Staffel handelt von den verdeckten Ermittlungen des Bundesagenten Jack Bauer in einer mexikanischen Drogenhändlerfamilie, um hochinfektiöse, biowaffenfähige Viren zu konfiszieren und deren Verkäufer zu verhaften. Nachdem der CTU die Sicherstellung der Viren misslungen ist, erpresst ein USA-feindlicher Terrorist den US-Präsidenten Palmer damit, seine Anweisungen zu befolgen oder – durch Freisetzung der Viren – den Tod von Tausenden Menschen in Kauf zu nehmen. Parallel dazu wird Palmer mit Enthüllungen über Personen seines privaten Umfelds konfrontiert, in deren Rahmen er ebenfalls erpresst wird und die seine Wiederwahl gefährden.

## Handlung
Die Handlung spielt drei Jahre nach der zweiten Staffel, beginnt um 13 Uhr und dauert bis 13 Uhr des Folgetages.

### Vorgeschichte
Jack Bauer hat sechs Monate lang verdeckt im illegalen Drogengeschäft der mexikanischen Familie Salazar ermittelt, wodurch Ramon Salazar, einer ihrer Anführer, verhaftet werden konnte. Bei den Ermittlungen wurde Jack heroinabhängig.
US-Präsident David Palmer hat das auf ihn vor drei Jahren verübte Säureattentat überlebt. Die dafür verantwortliche kriminelle Organisation ist von US-Behörden zerschlagen worden.

### 13 bis 21 Uhr

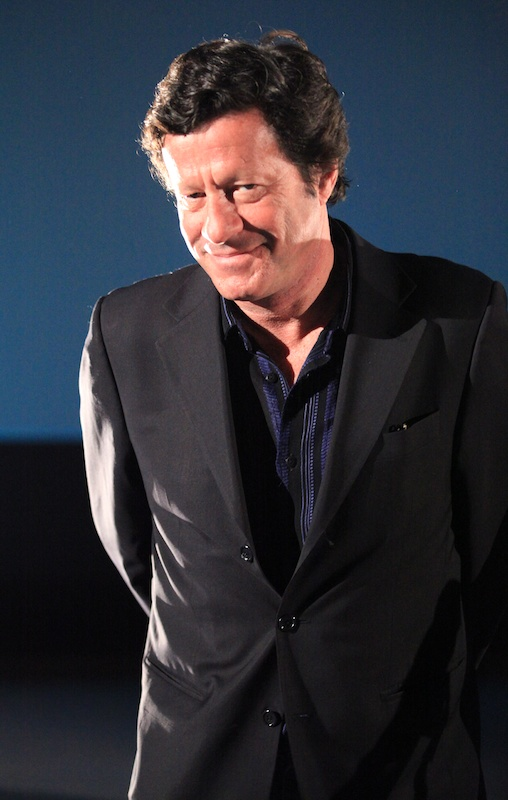
Joaquim de Almeida, Darsteller des Ramon Salazar

Vor einem Gebäude des kalifornischen Gesundheitsamtes in Los Angeles wird die Leiche eines Mannes abgeladen, der mit Cordilla-Viren infiziert ist. Dabei handelt es sich um hochansteckende, Pneumonie verursachende und innerhalb von 24 Stunden tödlich wirkende Viren, die zu diesen Zwecken genetisch modifiziert worden sind und für die es noch kein Gegenmittel gibt. Mit der Deponierung der Leiche warnt Ramons Bruder Hector die US-Behörden vor einer Epidemie, die eine gezielte Verbreitung der Viren in der Bevölkerung zur Folge hätte. Um die Freilassung des mehrfachen Mörders Ramon Salazar, der in einem Hochsicherheitsgefängnis nahe L.A.s inhaftiert ist, zu erpressen, droht sein Bruder Hector, die Viren innerhalb von sechs Stunden freizusetzen.
Währenddessen tötet Ramon während einer Verhandlung über Hafterleichterungen und einer Verlegung in ein anderes Gefängnis im Beisein von Bauer, Chase Edmunds und weiteren Beamten seinen Rechtsanwalt mit dessen Federhalter.
Jack Bauer arbeitet wieder regulär als CTU-Agent. Seine Versuche, seine Heroinsucht geheim zu halten und zu beenden, werden durch Entzugserscheinungen erschwert. Sein Ermittlungspartner ist inzwischen Chase Edmunds, der eine Liebesbeziehung mit Jacks Tochter Kim führt, mittlerweile Datenanalytikerin in der CTU. Nachdem Jack von der Liaison erfahren hat, verbietet er Chase gefährliche Einsätze, um Kim zu schützen.
Hector Salazar nutzt den Jugendlichen Kyle Singer, um ein weißes Pulver in die Vereinigten Staaten zu schmuggeln, von dem Singer glaubt, es sei Kokain. Im Milieu des als Leiche deponierten Mannes erfahren Jack und Chase von Singers Verbindung zu Hector. Nach dem Eintreffen von CTU und von Seuchenschutzexperten in seiner Wohnung stellt sich das von ihm geschmuggelte Pulver als nicht infektiös heraus; Singer dient Hector offensichtlich als vor wenigen Stunden mit den Viren infizierter Wirt, weshalb ihn die CTU vor der etwa 18 Uhr beginnenden Überschreitung der Inkubationszeit in Quarantäne bringen will. Bei dem erfolglosen Versuch, Singer festzunehmen, wird CTU-Leiter Almeida durch einen von Gael Ortega vorgewarnten, für Hector arbeitenden Mann angeschossen. Ortega arbeitet in der CTU als Datenanalytiker und für Hector zugleich als Maulwurf. Hector lässt daraufhin Singer und dessen Freundin kidnappen und damit dem Zugriff durch die CTU entziehen.
Präsident Palmer befindet sich, unterstützt durch seinen Bruder und Stabschef Wayne Palmer, in den Vorbereitungen auf eine an diesem Abend in der University of Southern California in L.A. stattfindende Wahlkampfdebatte mit seinem Kontrahenten, dem Senator John Keeler. Mit der weißen Ärztin Dr. Anne Packard führt David eine öffentlich bekannte Liebesbeziehung. Keeler möchte die Debatte für Enthüllungen nutzen, die die Rolle von Anne und ihrem Ex-Mann Ted an der Fälschung von Forschungsergebnissen – derentwegen drei Menschen gestorben sind – zeigen und die Davids Wahlchancen gefährden. Sie bestreitet, im Gegensatz zu Ted von der Fälschung gewusst zu haben. Ted versucht erfolglos, Geld von David erpressen, damit die Vorwürfe nicht öffentlich werden. In der gegen 17 Uhr beginnenden, live im Fernsehen übertragenen Debatte unterstellt ihm Keeler, ebenfalls von den Fälschungen gewusst zu haben.
David weigert sich vehement, Ramon freizulassen, weil er es nicht zulassen will, dass sich die Vereinigten Staaten von Terroristen erpressen lassen. Deshalb, und weil die CTU Singer wahrscheinlich nicht bis 18 Uhr finden kann, entschließt sich Jack dazu, Ramon gewaltsam und auf eigene Faust zu befreien und zu Hector zu bringen, und erhält dafür Davids stillschweigende, inoffizielle Genehmigung. Mit der Befreiung kurz vor 17 Uhr beginnend, holt Jack unter einem Vorwand Ramon aus dessen Gefängniszelle und versucht die Gefahr, vom Wachpersonal aufgehalten zu werden, zu vermindern, indem er durch das Öffnen aller Zellentüren eine Revolte der Häftlinge provoziert. Dadurch werden Wachleute durch Häftlinge gefangen genommen, gelyncht, verletzt und ermordet. Auf ihrem Weg nach draußen werden Jack und Ramon von revoltierenden Häftlingen zum Spielen von Russisch Roulette gezwungen, das sie unverletzt überstehen. In dem Moment kurz vor 18 Uhr, in dem die CTU Kyle Singers habhaft wird, gelingt Jack in Unkenntnis dieses Sachverhalts, mit Ramon per Hubschrauber die Flucht vom Gefängnisgelände.
Jack fliegt mit Ramon in Richtung Downtown Los Angeles. Da die US-Behörden Ramon nicht entkommen lassen wollen, erhalten sie von Präsident Palmer die Zustimmung, den Hubschrauber abzuschießen. Wegen dieser Entwicklung bricht Palmer die Wahlkampfdebatte ab. Wegen der zu großen Gefahr von Kollateralschäden misslingt der Abschuss; Jack landet den Hubschrauber im Stadtzentrum und bringt Ramon zu einem Flugplatz. Dort wird Ramon von seinen und Hectors Komplizen per Flugzeug abgeholt und Jack von ihnen als Geisel genommen.
Unterdessen wird Jacks Heroinsucht in der CTU bekannt. Während Singer, unter Quarantäne stehend, ärztlich untersucht wird, stellt sich heraus, dass er gar nicht mit den Cordilla-Viren infiziert ist, so dass er aus der ärztlichen Obhut entlassen wird. Nachdem Kim in Bezug auf Ortegas heimlichtuerischers Verhalten Verdacht geschöpft hat, wird Ortega von der CTU als Maulwurf enttarnt und nach dessen erfolglosem Fluchtversuch verhaftet. Chapelle, der die CTU-Leitung mittlerweile von der kommissarischen Leiterin Dessler übernommen hat, lässt Ortega mit der Injektion eines Wahrheitsserums foltern, um den Aufenthaltsort der Salazars zu erfahren. Chase indes entdeckt bei der Untersuchung von Überweisungen der Salazars, dass Jack wahrscheinlich in die nordmexikanische Stadt Las Nieves gebracht wird, und begibt sich deshalb selbst dorthin.
Kurz nach dem Ende seiner Hals-Operation begibt sich Almeida wieder zur CTU, wo er das Verhör Ortegas abbrechen lässt und Chapelle darüber informiert, dass er mit Jack und Ortega schon seit längerem daran arbeitet, Jack bei den Salazars wieder als verdeckten Ermittler einzuschleusen. Zugleich treffen Jack und Ramon in Las Nieves ein. Almeida informiert Palmer und die CTU über die bislang geheim gehaltene Operation. Demzufolge haben sie davon erfahren, dass ukrainische Wissenschaftler neue, biowaffenfähige Viren entwickelt haben. Um zu verhindern, dass die Viren an Terroristen wie etwa solche von al-Qaida gelangen, sowie zur Sicherstellung der Viren und um die Wissenschaftler zu verhaften, brachte Jack sie in Verbindung mit Ramon Salazar, der die Viren für 100 Mio. US-$ kaufen möchte, um sie für 1 Mrd. US-$ weiterzuverkaufen. Im Rahmen des Plans hat Jack die Leiche vor dem US-Gesundheitsamt deponieren lassen und, um Hectors Vertrauen zu gewinnen, Ramon aus dem Gefängnis befreit.
In Unkenntnis des Planes ist Edmunds inzwischen in Las Nieves eingetroffen, wird dort aber von den Salazars als Geisel genommen. Jack verdient sich Ramons zuvor mangelndes Vertrauen, indem er mit einer insgeheim von Ramon entladenen und auf Edmunds gerichteten Waffe abdrückt.
Ted übergibt ihrer Exfrau Dokumente, die ihre Unschuld bezüglich der Fälschung der Forschungsergebnisse beweisen, und begeht dabei wegen des Gefühls, versagt zu haben, vor ihren Augen Suizid. Bestürzt über die Ereignisse des Tages, trennt sich Anne kurz darauf von David.

### 21 bis 5 Uhr

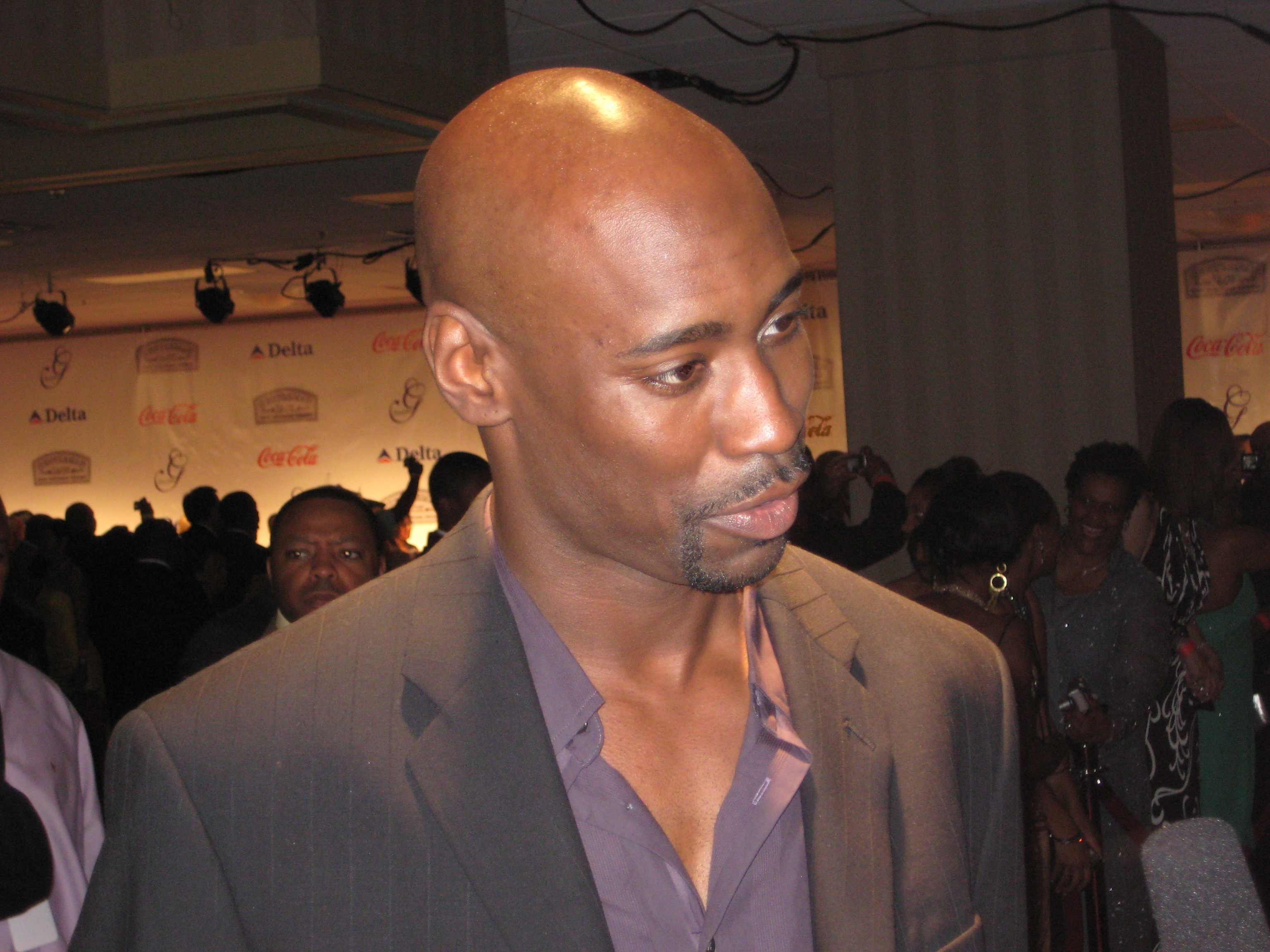
D. B. Woodside, Darsteller des Wayne Palmer

Die Geheimoperation der CTU droht zu scheitern, weil sie den Kontakt zu Jack wegen des Ausfalls seines Peilsenders verloren hat. Aus diesem Grund weiht Jack Hectors Freundin Claudia in den geheimen Plan ein und lässt sie Edmunds – gezeichnet von einer Handverletzung und anderen Folterspuren – befreien, damit er Jack helfen und die CTU informieren kann. Indes sind Jack und die Salazars am Treffpunkt mit Michael Amador eingetroffen, dem Unterhändler der Wissenschaftler. Entgegen der ursprünglichen Vereinbarung verkauft er die Viren höchstbietend, nachdem sich eine zweite interessierte Partei gemeldet hatte. Diese wird durch Nina Myers vertreten, der Mörderin von Jacks Gattin Teri. Da Myers die Auktion gewinnt, lassen sich die Salazars durch Jack davon überzeugen, sich die Viren mit Myers’ Hilfe zu besorgen. Kurz darauf nimmt Jack Myers gefangen und instruiert sie bzgl. des Kaufs der Viren mit dem Versprechen, ihr ein höheres Honorar zu bezahlen. Unterdessen flieht Edmunds mit Claudias Hilfe und gemeinsam mit ihr, ihrem Bruder und ihrem Vater vor Hector; dabei wird Claudia tödlich verletzt.
Unterdessen erntet Dessler in der CTU den Unmut ihres Manns, als sie gegenüber Chapelle seine Kompetenz in Frage stellt, die sie wegen vermeintlicher Vergesslichkeit Almeidas infolge von dessen Operation angezweifelt hatte. Wenig später bringt die Datenanalytikerin Chloe O’Brien ein Baby mit in die CTU, das sie als ihr eigenes ausgibt. Nachdem ihre Kollegen erkennen, dass es nicht ihr Kind ist, und sie die wahren Eltern nicht preisgeben will, suspendiert Chapelle Chloe.
Alan Milliken, einflussreich in der US-Politik und der wichtigste Förderer Davids auf dessen Weg zur US-Präsidentschaft, fordert von David den Rücktritt Waynes als Stabschef, weil Wayne vor Jahren mit Alans Gattin Julia eine Liebesaffäre hatte, von der Alan kürzlich erfahren hat. David lehnt Waynes Rücktrittsangebot ab, weil er sich nicht erpressen lassen will. Nachdem durch Alans Einwirken mehrere US-Senatoren David ihre Unterstützung für eine geplante Reform im Gesundheitswesen entzogen haben, holt sich David seine Exfrau Sherry zu Hilfe, um Alan mit ebenso unmoralischen Mitteln zu bekämpfen wie Alan.
Unterdessen arrangiert Amador mit Myers, die von Bauer und Ramon Salazar kontrolliert wird, für circa 0.30 Uhr ein Treffen zur Übergabe und Bezahlung des Virenbehälters. Dabei informiert Jack unbemerkt die CTU über das Treffen, sodass diese ihr Spezialeinsatzkommando in die Nähe des Treffpunktes entsenden kann, um den Virenbehälter an sich zu nehmen und Amador zu verhaften. Sich wegen der Flucht von Edmunds und des Todes von Claudia in Angst vor Verhaftung befindend, ist Hector gegenüber Jack, Ramon und Myers mittlerweile so misstrauisch geworden, dass er sich von dem Geschäft zurückziehen will. Weil Ramon damit nicht einverstanden ist, erschießt er Hector.
Beim Treffen zwischen Amador und Myers übergibt er ihr nach der Bezahlung einen Behälter, der vermeintlich eine virenhaltige Flüssigkeit enthält, sich aber als Bombe herausstellt, die Ramon in den Tod reißt. Bei dem Durcheinander, dass der Angriff der CTU-Sondereinheit verursacht, können Myers und Amador separat voneinander entkommen. Amador fliegt daraufhin nach L.A. Jack kann Myers verhaften und verhört sie während des Fluges nach L.A. Mit dem Versprechen, weitere Informationen über Amador preiszugeben, und um der US-Justiz zu entgehen, möchte sie die Umkehr des Flugzeugs nach Mexiko erzwingen. Sie lässt Jack telefonisch ohne dessen Wissen einen sich selbst replizierenden Computerwurm auslösen, der die Computersysteme der CTU und anderer US-Nachrichtendienste lahmlegt und – sollte er nicht aufgehalten werden – nach einer halben Stunde die Identitäten aller US-Agenten enttarnen wird. Um die Ausbreitung des Wurms zu verhindern, setzt Chapelle Chloe ein, die den Wurm tatsächlich stoppen kann. Kurz darauf gibt sie zu Kims Bestürzung zu, dass Chase der Vater des Babys ist.
Sherry Palmer ermittelt, dass Alan vor zwölf Jahren bei einem Autounfall den Tod der Tochter von Kevin Kelly verursacht hat und, um der Strafverfolgung zu entgehen, Schweigegeld an Kelly zahlte. David denkt deshalb über Kellys Vorschlag nach, dessen als Mörder verurteilten Sohn zu begnadigen, um Kellys Aussage gegen Alan zu erreichen. Nachdem Sherry bemerkt hat, dass der von ihr kürzlich aufgesuchte Kelly plötzlich verschwunden ist, verdächtigt sie Alan, Kelly aus dem Weg geschafft zu haben. Deshalb begibt sie sich, unterstützt durch Julia Milliken, auf das Anwesen der Millikens, und lässt sich von ihr, ohne dass es Alan merkt, beim Sammeln von Beweisen helfen, die Alans Schuld bezüglich Kellys Verschwinden belegen und ihn ins Gefängnis bringen sollen, sodass Julia Alans Vermögen erbt. Nachdem Alan Sherrys Anwesenheit bemerkt hat, kommt es zwischen beiden zu einem heftigen Streit, bei dem Alan einen Herzinfarkt erleidet und wegen der von Sherry absichtlich unterlassenen Hilfeleistung daran stirbt.
Indes sind Jack und Chase ebenfalls nach L.A. zurückgekehrt. Chase erklärt Kim, dass er von dem Baby selbst erst vor vier Wochen erfahren hat. Chapelle lässt Myers verhören und mittels schmerzverursachender Injektionen foltern, damit sie Näheres über Amador und die Viren preisgibt. Dabei unternimmt sie einen Suizid- und Fluchtversuch, bei dem Jack – voller Rache und davon überzeugt, dass Myers keine weiteren, nützlichen Informationen hat – sie erschießt. Chapelle bezweifelt, dass Jack Myers aus Notwehr erschossen habe.
Sherry fordert von David, ihr ein Alibi für die Todeszeit Alans zu verschaffen, um der Strafverfolgung zu entgehen. Alternativ droht sie ihm damit, Davids Rolle beim Tod Alans öffentlich zu machen. Sowohl Sherrys Forderung als auch Waynes Vorschlag nachkommend sowie um seine Wiederwahl besorgt, belügt David daraufhin den Polizeichef von L.A. und bestätigt so Sherrys Alibi. David bringt Sherry gegenüber seine Abscheu für ihr Verhalten zum Ausdruck.
Die CTU hat unterdessen das Versteck Amadors ermittelt und ihn dort festgenommen. Die Viren hat Amador indes an Stephen Saunders verkauft, der sie durch Marcus Alvers für eine drastisch reduzierte Inkubationszeit modifizieren und in zwölf Einheiten vervielfältigen lässt. Eine davon lässt Saunders durch Alvers in der zentralen Belüftungsanlage des gerade von etwa 1000 Gästen bewohnten Chandler Plaza Hotels in L.A. freisetzen. Dort wird Alvers von Dessler verhaftet, die sich entgegen ihrem Befehl ohne Schutzkleidung in dem Hotel aufhält. Bei der Freisetzung gegen 4 Uhr kommt Ortega in direkten Kontakt mit den Viren. Bis 5 Uhr kommt es im Hotel unter den Gästen zu einer Panik, zwei Ausbruchsversuchen und – auch im Falle von Ortega – zu ersten Symptomen. Parallel dazu lassen Jack und Chase Amador entkommen, um sich von ihm zu Saunders und den restlichen Virenbehältern führen zu lassen. Ahnend, dass Amador verfolgt wird, führt Saunders ihn in eine tödliche Falle. Nachdem sich Saunders durch Jack mit David hat verbinden lassen, fordert er von Palmer, seine Anweisungen zu befolgen, damit er die Viren nicht freisetzt.

### 5 bis 13 Uhr

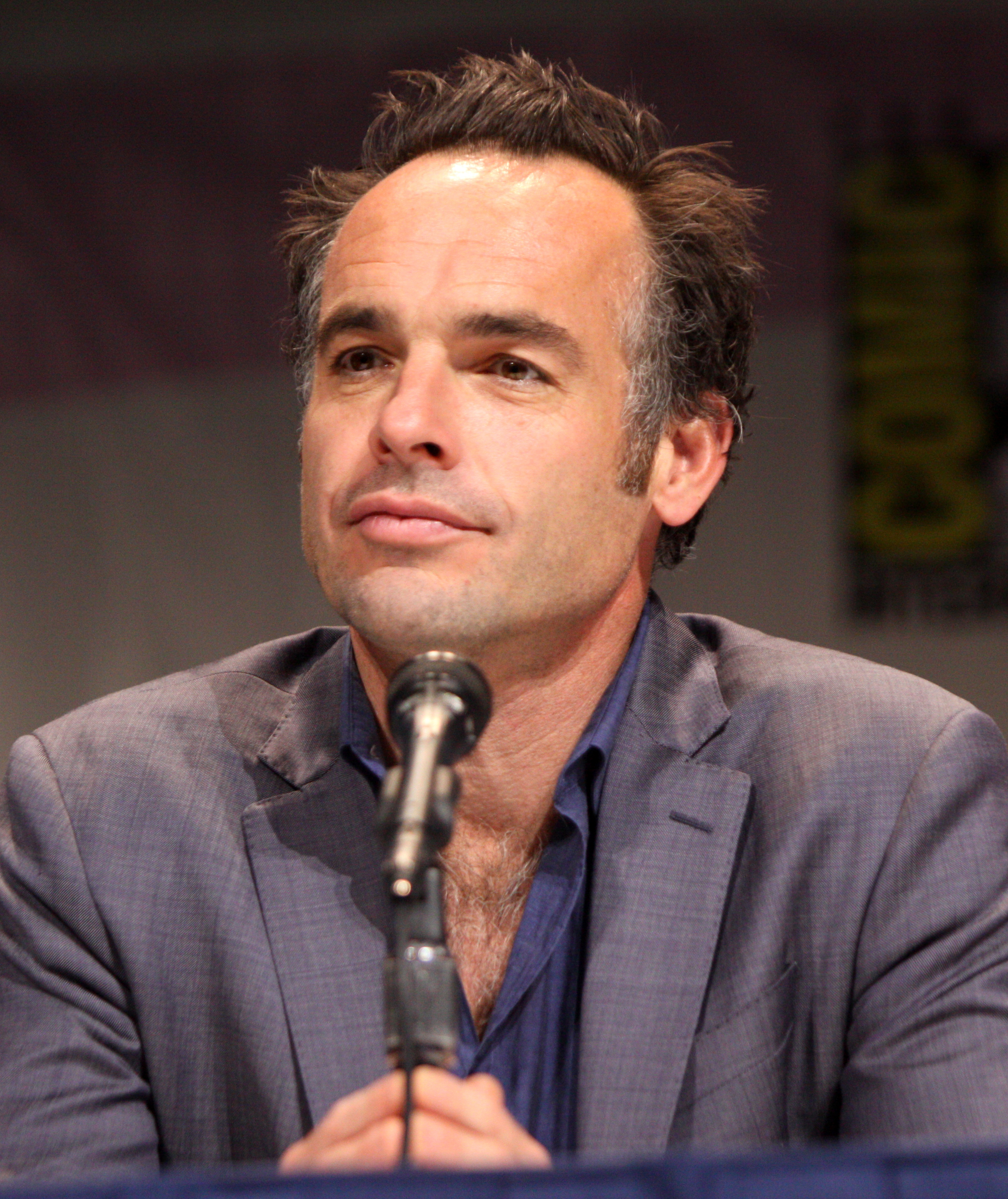
Paul Blackthorne, Darsteller des Stephen Saunders

Die CTU hat nun Saunders’ Identität herausgefunden. Er ist ehemaliger britischer MI6-Agent, der bei der US-Mission Nightfall im Kosovo Mitglied von Bauers Team war, als solches aber für zwei Jahre lang in Gefangenschaft geriet. Er findet, dass ihn seine Auftraggeber und Kollegen damals im Stich gelassen haben. Mittlerweile denkt er, dass von den Vereinigten Staaten die größte Gefahr für den Weltfrieden ausgehe und sie deshalb mit Gewalt in ihre Schranken verwiesen werden müssten.
David verwendet entsprechend Saunders’ Forderung in einer Pressekonferenz die Worte „Wen die Götter strafen“. Als Jack und Chase im MI6-Büro ermitteln, wird es – ausgelöst durch Palmers Worte – in Saunders’ Auftrag mit schweren Waffen angegriffen und stark beschädigt. Als Saunders kurz vor 6 Uhr entdeckt hat, dass Chapelle Ermittlungen über Saunders’ Überweisungen anstellt, fordert er von Palmer Chappelles Tod und die Auslieferung von Chapelles Leiche bis 7 Uhr. Um zu verhindern, dass Saunders die Viren freisetzt, bleibt David nichts anderes übrig, als der Forderung von Saunders nachzukommen, er überlässt Jack die Umsetzung. Der Versuch, Saunders vor Ablauf des Ultimatums zu verhaften, misslingt, als sich sein Aufenthaltsort als Täuschung herausstellt. Voller Angst, aber ohne großen Widerstand lässt sich Chappelle von Jack zu dem Übergabeort fliegen und von ihm per Kopfschuss exekutieren, ehe Saunders’ Komplizen seine Leiche dort abholen.
Unterdessen untersucht das Gesundheitsamt die Hotelbewohner daraufhin, ob sie infiziert sind. Noch vor 6 Uhr ist Ortega der Krankheit erlegen, bei vielen anderen Hotelgästen zeigen sich Symptome. Der Hotelbesucher Bill Cole wird als vermisst gemeldet, nachdem er das Gebäude in der kurzen Zeit zwischen der Freisetzung der Viren und der Abriegelung des Hotels verlassen hatte. Gegen 7 Uhr liegt die Zahl der im Hotel Infizierten schon bei über 700, einige sind schon gestorben. Dessler lässt unter den Infizierten ein Mittel verteilen, das ihnen einen schmerzfreien Tod ermöglicht. Nachdem sie erfahren hat, dass sie nicht infiziert ist, verlässt sie das Hotel. Indes hatte der infizierte Cole Kontakt zu mehreren Menschen im Stadtgebiet, wodurch eine Epidemie auszubrechen droht. Die Behörden lassen mehrere Quarantäne-Zonen einrichten. Palmer informiert die Öffentlichkeit über die Bedrohung, ohne zu konkretisieren, dass es sich dabei um eine Bedrohung durch Viren handelt, und verhängt ein Flugverbot.
Saunders fordert von Präsident Palmer, ihm alle Namen der Spione zu nennen, die im Auftrag der USA in 32 anderen Ländern tätig sind, weil er sie als Verräter betrachtet und die Außenpolitik der Vereinigten Staaten ablehnt. Anderenfalls droht er damit, die Viren in zwei US-Großstädten freizusetzen. Palmer weigert sich, dieser und weiteren Forderungen nachzugeben.
Saunders lässt die übrigen Virenbehälter in verschiedene US-Großstädte bringen. Die CTU ermittelt, dass Stephen Saunders eine Tochter namens Jane hat, und möchte sie verhaften und verhören, um ihn zu finden und zu erpressen. Trotz Jacks Widerstand lässt sich Kim in der Uni-Bibliothek als Doppelgängerin von Jane einsetzen, damit Stephen Janes Entführung nicht bemerkt. Nachdem diese erfolgt ist, droht Jack ihm, sie zu verletzen, falls er die Viren freisetzt und nicht aufgibt. Saunders will wegen Palmers Weigerung die Viren in San Francisco freisetzen, jedoch widerruft er den Befehl dafür, als sich Jane auf Jacks Veranlassung hin bei ihm meldet. Nachdem die CTU mit Janes Hilfe Stephens Aufenthaltsort ermittelt und das Gebäude umstellt hat, erpresst Saunders Almeida telefonisch damit, die von ihm mittlerweile entführte Dessler zu verletzen, sollte Almeida ihm nicht die Flucht aus dem Gebäude ermöglichen. Weil Almeida dafür die Sondereinsatzkräfte am Gebäude anders postieren lässt, gelingt es Saunders um 9 Uhr, unbemerkt von den übrigen Einsatzkräften das Gebäude zu verlassen.
Wegen seines mysteriösen Befehls zur Umpostierung der Einsatzkräfte zieht Almeida rasch das Misstrauen Jacks auf sich, sodass dieser intern ermittelt. Stephen fordert von Almeida, Jane an ihn im Tausch für Dessler auszuliefern. Nachdem es Almeida um 10 Uhr gelingt, eigenmächtig Jane Saunders aus der CTU zu holen, holt ihn Jack auf dem Weg zum Übergabeort ein. Sie arrangieren den Tausch an einem anderen Ort und, ohne Stephens Wissen, mit versteckten CTU-Sondereinsatzkräften. Um Saunders’ habhaft zu werden, lässt Jack Desslers Versuch abbrechen, aus der Gewalt von Saunders zu fliehen. Während des Tausches am Treffpunkt gelangt zwar Dessler zurück zu Almeida, Jane aber – misstrauisch gegenüber Saunders’ Komplizen – lässt den Tausch für Saunders scheitern; es kommt zum Feuergefecht zwischen den CTU-Kräften, Saunders und dessen Komplizen. Indem die CTU mit F-18-Kampfflugzeugen einen auf Saunders wartenden Hubschrauber abschießt, vereitelt sie seine Flucht und kann ihn verhaften.
Almeida wird ebenfalls verhaftet, ihm drohen eine staatsanwaltschaftliche Anklage wegen Hochverrats und mindestens 20 Jahre Haft. Neuer CTU-Chef wird Brad Hammond.
Sherry informiert Keeler darüber, dass David den Polizeichef über ihr Alibi für die Zeit von Alans Tod belogen hat. Sie erklärt sich bereit, Davids Lüge zu beweisen, damit David und seine Partei in einen Skandal gestürzt werden und so Keelers Chancen auf einen Wahlerfolg zu Ungunsten von Davids Wiederwahlchancen steigen. Für den Beweis erwartet sie von Keeler, nach seinem Wahlsieg Teil seiner Regierung zu werden. Umgehend erpresst Keeler den Präsidenten damit, dessen Lüge gegen ihn zu verwenden, sollte er nicht zurücktreten. Mit Davids Zustimmung begibt sich Wayne mit einem bezahlten Helfer daraufhin zu Sherrys Wohnhaus, um dort Alans, als Beweisstück dienende Medikamentenbox mit Sherrys Fingerabdrücken zu stehlen und so Sherrys und Keelers Plan scheitern zu lassen. Dort werden sie, nachdem sie das Beweisstück nicht rechtzeitig finden konnten, von Sherry überrascht, die sie überwältigen und ihr das Beweismittel abnehmen können. Wayne begibt sich abermals in das Haus, als Julia dort plötzlich erscheint. In seinem Beisein und voller Rache erschießt sie Sherry, ehe sie per Kopfschuss Suizid begeht.
Jack erpresst Stephen damit, ihm entweder das Auffinden der Virenbehälter zu ermöglichen oder Jane in das Chandler Plaza Hotel zu schicken. Dadurch nennt Stephen der CTU die Peilsender-Codes der Virenbehälter. Zehn der elf übrigen, im ganzen Land verteilten Virenbehälter können daraufhin von Einsatzkräften gefunden und entschärft werden, ehe sie um 12 Uhr gezündet worden wären. Den Kurier mit dem elften Behälter kann die CTU in einer U-Bahn-Station in die Enge treiben. Saunders, im CTU-Gebäude zum Identifizieren des letzten Kuriers vorgesehen, wird durch Gael Ortegas Witwe aus Rache erschossen. Drei Menschen tötend, entwischt der Kurier aus der Station und flieht mit dem Virenbehälter in ein Schulgebäude. Dort bekämpft ihn Chase, der sich den mit einem Zünder versehenen Virenbehälter um den Arm schnallt, ehe Jack ihn erschießt. Wenige Sekunden vor dem Auslösen des Zünders bleibt Jack nichts anderes übrig, als Chase mit einer Feuerwehraxt die Hand am Gelenk abzuschlagen, um ihm den Behälter abzunehmen; Jack bringt den Behälter Sekunden vor dessen Zündung in einen Kühlschrank.
Präsident Palmer, schwerstens erschüttert über den Tod von Sherry und Julia, beschließt, doch nicht zur Wahl anzutreten. Telefonisch bringt er Jack seine Bewunderung und seinen Dank für dessen Leistungen für die USA zum Ausdruck.

## Produktion
Ursprünglich war geplant, den Roman Sakrileg als Drehbuch für die Staffel zu adaptieren; dies scheiterte jedoch wegen zu hoher Kosten für den Einkauf der Rechte.
Die in der zweiten Staffel zur Hauptbesetzung gehörende Sarah Wynter war für ihre Rolle ursprünglich auch in der dritten Staffel vorgesehen, lehnte jedoch wegen des Angebots für eine Rolle in einem Kinofilm ab. Dennoch tritt sie in einer Szene der ersten Episode zumindest in der DVD-Fassung auf.

## Besetzung und Synchronsprecher

### Hauptbesetzung
| Rollenname       | Schauspieler      | Deutscher Synchronsprecher | Rolle                                                            |
| ---------------- | ----------------- | -------------------------- | ---------------------------------------------------------------- |
| David Palmer     | Dennis Haysbert   | Tilo Schmitz               | US-Präsident                                                     |
| Kim Bauer        | Elisha Cuthbert   | Sonja Spuhl                | CTU-Datenanalytikerin, Tochter von Jack Bauer                    |
| Jack Bauer       | Kiefer Sutherland | Tobias Meister             | Leiter der Abteilung für Geheimoperationen bei der CTU L.A.      |
| Tony Almeida     | Carlos Bernard    | Robin Brosch               | Leiter der CTU L.A., Ehemann von Michelle Dessler                |
| Michelle Dessler | Reiko Aylesworth  | Ulrike Stürzbecher         | Stellvertretende Leiterin der CTU L.A., Ehefrau von Tony Almeida |
| Chase Edmunds    | James Badge Dale  | Dennis Schmidt-Foß         | CTU-Geheimagent                                                  |

### Neben- und Gastdarsteller
| Rollenname        | Schauspieler         | Deutscher Synchronsprecher | Rolle                                                     |
| ----------------- | -------------------- | -------------------------- | --------------------------------------------------------- |
| Stephen Saunders  | Paul Blackthorne     | David Nathan               | Terrorist, Ex-MI6-Agent, Kunde von Michael Amador         |
| Gael Ortega       | Jesse Borrego        | Torsten Michaelis          | CTU-Datenanalytiker, Doppelagent CTU/Hector Salazar       |
| Dr. Sunny Macer   | Christina Chang      | Heide Domanowski           | Chefin des Gesundheitsamtes                               |
| Jim Prescott      | Alan Dale            | Werner Ehrlicher           | US-Vizepräsident                                          |
| Ramon Salazar     | Joaquim de Almeida   | Jan Spitzer                | Drogenbaron und Mörder                                    |
| Alan Milliken     | Albert Hall          | Uli Krohm                  | Förderer David Palmers auf dessen Weg zur Präsidentschaft |
| Tom Baker         | Daniel Dae Kim       | Viktor Neumann             | Leiter eines CTU-Sondereinsatzkommandos                   |
| Hector Salazar    | Vincent Laresca      | Abelardo Decamilli         | Drogenbaron und Mörder                                    |
| Jane Saunders     | Alexandra Lydon      | Marie Bierstedt            | Tochter von Stephen Saunders, Studentin                   |
| John Keeler       | Geoffrey Pierson     | Ernst Meincke              | US-Senator im Wahlkampf um die US-Präsidentschaft         |
| Adam Kaufman      | Zachary Quinto       | Daniel Fehlow              | CTU-Datenanalytiker                                       |
| Craig Phillips    | Doug Savant          | Oliver Siebeck             | Sicherheitschef im Hotel                                  |
| Kyle Singer       | Riley Smith          | Norman Matt                | Jugendlicher Drogenkurier                                 |
| Dr. Nicole Duncan | Andrea Thompson      | Katharina Koschny          | Ärztin beim Seuchenschutz                                 |
| Norris            | Tony Todd            | Engelbert von Nordhausen   | Detective beim Los Angeles Police Department              |
| Julia Milliken    | Gina Torres          |                            | Ehefrau von Alan Milliken                                 |
| Sherry Palmer     | Penny Johnson Jerald | Ulrike Johannson           | Ex-Ehefrau von David Palmer                               |
| Kate Warner       | Sarah Wynter         | Heidrun Bartholomäus       | Bekannte von Jack Bauer                                   |
| Nina Myers        | Sarah Clarke         | Anke Reitzenstein          | Mörderin und Viren-Kaufinteressentin                      |
| Chloe O’Brian     | Mary Lynn Rajskub    | Julia Ziffer               | CTU-Datenanalytikerin                                     |
| Wayne Palmer      | D. B. Woodside       | Oliver Feld                | Bruder und Stabschef von David Palmer                     |
| Claudia Hernandez | Vanessa Ferlito      | Isabel Fernández Casas     | Freundin von Hector Salazar                               |
| Michael Amador    | Greg Ellis           | Johannes Berenz            | Unterhändler der ukrainischen Wissenschaftler             |
| Marcus Alvers     | Lothaire Bluteau     | Gerald Schaale             | Komplize von Stephen Saunders                             |
| Ryan Chappelle    | Paul Schulze         | Martin Keßler              | CTU-Regionaldirektor                                      |
| Brad Hammond      | Randle Mell          | Lutz Riedel                | Leiter der CTU L.A.                                       |
| Dr. Anne Packard  | Wendy Crewson        | Heike Schroetter           | Ärztin und Freundin David Palmers                         |

## Episoden
Das Datum der deutschsprachigen Erstausstrahlung ist jeweils grün hervorgehoben.

Die Erstausstrahlung der dritten Staffel war vom 28. Oktober 2003 bis zum 25. Mai 2004 auf dem US-Sender Fox zu sehen. Im deutschsprachigen Raum zeigten die Staffel RTL II von Januar bis Juni 2005, SF 2 und ATVplus jeweils von Januar bis März 2005.
|           |           |                          |                                | Erstausstrahlung | Erstausstrahlung     | Erstausstrahlung     | Erstausstrahlung |                       |                                                                    |
| Nr. (ges) | Nr. (St.) | Deutschsprachiger Titel  | Originaltitel                  | USA (FOX)        | Deutschland (RTL II) | Österreich (ATVplus) | Schweiz (SF 2)   | Regie                 | Drehbuch                                                           |
| --------- | --------- | ------------------------ | ------------------------------ | ---------------- | -------------------- | -------------------- | ---------------- | --------------------- | ------------------------------------------------------------------ |
| 49        | 1         | Tag 3: 13:00 – 14:00 Uhr | Day 3: 1:00 p.m. – 2:00 p.m.   | 28. Okt. 2003    | 5. Jan. 2005         | 9. Jan. 2005         | 3. Jan. 2005     | Jon Cassar            | Joel Surnow, Michael Loceff                                        |
| 50        | 2         | Tag 3: 14:00 – 15:00 Uhr | Day 3: 2:00 p.m. – 3:00 p.m.   | 4. Nov. 2003     | 12. Jan. 2005        | 9. Jan. 2005         | 3. Jan. 2005     | Jon Cassar            | Joel Surnow, Michael Loceff                                        |
| 51        | 3         | Tag 3: 15:00 – 16:00 Uhr | Day 3: 3:00 p.m. – 4:00 p.m.   | 11. Nov. 2003    | 19. Jan. 2005        | 16. Jan. 2005        | 10. Jan. 2005    | Ian Toynton           | Howard Gordon                                                      |
| 52        | 4         | Tag 3: 16:00 – 17:00 Uhr | Day 3: 4:00 p.m. – 5:00 p.m.   | 18. Nov. 2003    | 26. Jan. 2005        | 16. Jan. 2005        | 10. Jan. 2005    | Ian Toynton           | Stephen Kronish                                                    |
| 53        | 5         | Tag 3: 17:00 – 18:00 Uhr | Day 3: 5:00 p.m. – 6:00 p.m.   | 25. Nov. 2003    | 2. Feb. 2005         | 23. Jan. 2005        | 17. Jan. 2005    | Jon Cassar            | Evan Katz                                                          |
| 54        | 6         | Tag 3: 18:00 – 19:00 Uhr | Day 3: 6:00 p.m. – 7:00 p.m.   | 2. Dez. 2003     | 9. Feb. 2005         | 23. Jan. 2005        | 17. Jan. 2005    | Jon Cassar            | Duppy Demetrius                                                    |
| 55        | 7         | Tag 3: 19:00 – 20:00 Uhr | Day 3: 7:00 p.m. – 8:00 p.m.   | 9. Dez. 2003     | 16. Feb. 2005        | 30. Jan. 2005        | 24. Jan. 2005    | Ian Toynton           | Robert Cochran, Howard Gordon                                      |
| 56        | 8         | Tag 3: 20:00 – 21:00 Uhr | Day 3: 8:00 p.m. – 9:00 p.m.   | 16. Dez. 2003    | 23. Feb. 2005        | 30. Jan. 2005        | 24. Jan. 2005    | Ian Toynton           | Robert Cochran, Howard Gordon                                      |
| 57        | 9         | Tag 3: 21:00 – 22:00 Uhr | Day 3: 9:00 p.m. – 10:00 p.m.  | 6. Jan. 2004     | 2. März 2005         | 6. Feb. 2005         | 31. Jan. 2005    | Brad Turner           | Stephen Kronish, Evan Katz; Idee: Robert Cochran, Howard Gordon    |
| 58        | 10        | Tag 3: 22:00 – 23:00 Uhr | Day 3: 10:00 p.m. – 11:00 p.m. | 13. Jan. 2004    | 2. März 2005         | 6. Feb. 2005         | 31. Jan. 2005    | Brad Turner           | Joel Surnow, Michael Loceff                                        |
| 59        | 11        | Tag 3: 23:00 – 0:00 Uhr  | Day 3: 11:00 p.m. – 12:00 a.m. | 27. Jan. 2004    | 9. März 2005         | 13. Feb. 2005        | 7. Feb. 2005     | Jon Cassar            | Joel Surnow, Michael Loceff                                        |
| 60        | 12        | Tag 3: 0:00 – 1:00 Uhr   | Day 3: 12:00 a.m. – 1:00 a.m.  | 3. Feb. 2004     | 16. März 2005        | 13. Feb. 2005        | 7. Feb. 2005     | Jon Cassar            | Robert Cochran, Howard Gordon; Idee: Stephen Kronish, Evan Katz    |
| 61        | 13        | Tag 3: 1:00 – 2:00 Uhr   | Day 3: 1:00 a.m. – 2:00 a.m.   | 10. Feb. 2004    | 23. März 2005        | 20. Feb. 2005        | 14. Feb. 2005    | Bryan Spicer          | Joel Surnow, Michael Loceff; Idee: Robert Cochran, Stephen Kronish |
| 62        | 14        | Tag 3: 2:00 – 3:00 Uhr   | Day 3: 2:00 a.m. – 3:00 a.m.   | 17. Feb. 2004    | 30. März 2005        | 20. Feb. 2005        | 14. Feb. 2005    | Bryan Spicer          | Howard Gordon, Evan Katz                                           |
| 63        | 15        | Tag 3: 3:00 – 4:00 Uhr   | Day 3: 3:00 a.m. – 4:00 a.m.   | 24. Feb. 2004    | 6. Apr. 2005         | 27. Feb. 2005        | 21. Feb. 2005    | Kevin Hooks           | Robert Cochran, Howard Gordon; Idee: Michael Loceff                |
| 64        | 16        | Tag 3: 4:00 – 5:00 Uhr   | Day 3: 4:00 a.m. – 5:00 a.m.   | 30. März 2004    | 13. Apr. 2005        | 27. Feb. 2005        | 21. Feb. 2005    | Kevin Hooks           | Stephen Kronish, Evan Katz                                         |
| 65        | 17        | Tag 3: 5:00 – 6:00 Uhr   | Day 3: 5:00 a.m. – 6:00 a.m.   | 6. Apr. 2004     | 20. Apr. 2005        | 6. März 2005         | 28. Feb. 2005    | Ian Toynton           | Robert Cochran, Stephen Kronish                                    |
| 66        | 18        | Tag 3: 6:00 – 7:00 Uhr   | Day 3: 6:00 a.m. – 7:00 a.m.   | 18. Apr. 2004    | 27. Apr. 2005        | 6. März 2005         | 28. Feb. 2005    | Ian Toynton           | Howard Gordon, Evan Katz                                           |
| 67        | 19        | Tag 3: 7:00 – 8:00 Uhr   | Day 3: 7:00 a.m. – 8:00 a.m.   | 20. Apr. 2004    | 4. Mai 2005          | 13. März 2005        | 7. März 2005     | Jon Cassar            | Michael Loceff                                                     |
| 68        | 20        | Tag 3: 8:00 – 9:00 Uhr   | Day 3: 8:00 a.m. – 9:00 a.m.   | 27. Apr. 2004    | 11. Mai 2005         | 13. März 2005        | 7. März 2005     | Jon Cassar            | Virgil Williams                                                    |
| 69        | 21        | Tag 3: 9:00 – 10:00 Uhr  | Day 3: 9:00 a.m. – 10:00 a.m.  | 4. Mai 2004      | 18. Mai 2005         | 20. März 2005        | 14. März 2005    | Frederick King Keller | Joel Surnow, Michael Loceff                                        |
| 70        | 22        | Tag 3: 10:00 – 11:00 Uhr | Day 3: 10:00 a.m. – 11:00 a.m. | 11. Mai 2004     | 25. Mai 2005         | 20. März 2005        | 14. März 2005    | Frederick King Keller | Evan Katz, Stephen Kronish; Idee: Robert Cochran, Howard Gordon    |
| 71        | 23        | Tag 3: 11:00 – 12:00 Uhr | Day 3: 11:00 a.m. – 12:00 p.m. | 18. Mai 2004     | 1. Juni 2005         | 20. März 2005        | 21. März 2005    | Jon Cassar            | Robert Cochran, Howard Gordon; Idee: Evan Katz, Stephen Kronish    |
| 72        | 24        | Tag 3: 12:00 – 13:00 Uhr | Day 3: 12:00 p.m. – 1:00 p.m.  | 25. Mai 2004     | 8. Juni 2005         | 20. März 2005        | 21. März 2005    | Jon Cassar            | Joel Surnow, Michael Loceff                                        |

## Rezeption

### Kritiken
Die dritte Staffel wird als schwächer als ihre Vorgänger und als „der Durchhänger der Serie“ beurteilt. Die erste Staffelhälfte enthalte einige unnötige Nebenhandlungsstränge, vor allem den um die Salazars kreisenden, und brauche „eine Weile, um in Schwung zu kommen“. Dass sich die Handlung nach Staffel 1 erneut um einen Terroristen mit dem Wunsch nach Rache an Jack Bauer dreht, sei „unschön“. Zwar biete die Staffel weiterhin einen „wundervollen Mix aus Action, Drama und Spannung“, weise jedoch auch Glaubwürdigkeitsprobleme auf: Etliche der CTU-Angestellten hätten über reine Freundschaft hinausgehende Beziehungen miteinander, was aber in Regierungspositionen und -abteilungen in der Realität kaum möglich sei. Zudem sei es unrealistisch, dass Charaktere nach schweren, beinahe tödlichen Verletzungen innerhalb kürzester Zeit wieder voll einsatzfähig sind.

### Auszeichnungen
Bei acht Nominierungen für einen Primetime Emmy Award gab es bei den Emmy-Awards 2004 vier Prämierungen, und zwar für die Stunt-Koordination, den Bildschnitt (jeweils von Episode 22), die Tonmischung von Episode 5 und das Casting. Bei Nominierungen blieb es unter anderem in den Kategorien Bester Hauptdarsteller in einer Dramaserie und Beste Dramaserie.
2004 und 2005 war 24 zudem 3-mal für einen Golden Globe Award nominiert, der im Gegensatz zu den Emmys nicht Fernsehsaison-bezogen, sondern Kalenderjahr-bezogen vergeben wird. In beiden Jahren war die Serie in der Kategorie Beste Dramaserie nominiert. 2004 gab es darin eine Prämierung, in der Kategorie Bester Hauptdarsteller (Kiefer Sutherland) blieb es bei der Nominierung.